# Pupi Avati
Pour les articles homonymes, voir Avati.
Giuseppe Avati, dit Pupi Avati, né le 3 novembre 1938 à Bologne, est un réalisateur, scénariste et producteur de films italien.

## Biographie

### XXesiècle
Giuseppe Avati, connu sous le surnom de « Pupi », est le fils d'un antiquaire bolonais d'origine calabraise. Il est le frère aîné du scénariste et producteur Antonio Avati. Il s'est marié avec Amelia Turri, appelée Nicola en l'honneur de son grand-père,.
Il étudie les sciences politiques à l'université de Florence et tente d'abord une carrière dans le jazz : de 1959 à 1962, il fait partie du Doctor Dixie Jazz Band (it) en tant que clarinettiste amateur, mais abandonne après que Lucio Dalla a rejoint le groupe.

« Mon rêve était de devenir un grand clarinettiste de jazz. Mais un jour, Lucio Dalla est arrivé dans notre orchestre. Je ne me suis pas trop inquiété au début, car je pensais qu'il était un musicien très modeste. Mais ensuite, il a fait preuve d'une ductilité tout à fait inattendue, d'une prédisposition, d'un génie : il m'a fait taire, il m'a fait taire, il m'a mis dans un coin. À un moment donné, j'ai même pensé à le tuer, à le jeter du haut de la Sagrada Família à Barcelone, parce qu'il s'était interposé entre moi et mon rêve. »

Il a ensuite travaillé pendant quatre ans comme représentant commercial pour les aliments surgelés Findus, ce qu'il décrit comme les quatre pires années de sa vie. Motivé par le cinéma après avoir visionné Huit et demi de Federico Fellini, il s'essaie à la réalisation de films. En 1968, il obtient un financement d'un mystérieux entrepreneur (qui s'avérera être le constructeur de bâtiments Carmine Domenico Rizzo) pour tourner deux films : Balsamus, l'homme de Satan (1968) et Thomas e gli indemoniati (1970), deux films « fièrement provinciaux ». Le premier est un long-métrage mélangeant gothique et grotesque, ce qui est original pour l'époque en Italie. Le second est un film d'épouvante qui marque les débuts de Mariangela Melato, film où Pupi confirme sa veine d'originalité : le film ne sort même pas en Italie, bien que l'acteur principal Bob Tonelli (it) reçoive le Léopard de la meilleure interprétation masculine au festival de Locarno; c'est l'occasion d'une interruption de la carrière de Pupi pour cinq ans.

Pupi Avati en 1993.

Il contribue au scénario de Salò ou les 120 Journées de Sodome (1975) avec Sergio Citti pour Pier Paolo Pasolini (bien que, pour des questions de droits, il ne soit pas crédité au générique quoiqu'il ait été payé pour son travail). Puis il réalise son troisième long métrage, intitulé La Mazurka du baron (1975), avec Ugo Tognazzi et Paolo Villaggio, suivi de La Maison aux fenêtres qui rient (1976), un giallo d'épouvante qui a donné naissance à ce qu'on appelle le genre « gotico padano », des films gothiques situés dans la vallée du Pô et qui est devenu au fil des ans un film culte pour les aficionados. Avati est débutant dans ce genre qui semble lui convenir, et il disposait pour ce film d'un budget plus important et d'une équipe dans laquelle on peut noter la présence de Maurizio Costanzo, entre autres, comme scénariste. Pendant le tournage du film à Comacchio et dans les vallées de Ferrare, la secousse du tremblement de terre qui a secoué le Frioul a été ressentie : la scène a été racontée par Avati lui-même et par l'assistant réalisateur Cesare Bastelli.
En 1977 sort Bordella, une comédie musicale délirante censurée à sa sortie, mettant en vedette Christian De Sica, très jeune à l'époque. La même année, Avati présente le film grotesque Tutti defunti... tranne i morti, qui connaît à l'époque un certain succès, tant auprès des initiés (comme le scénariste Bernardino Zapponi) que de la critique.
En 1978, le nom de Pupi Avati est devenu connu du grand public à la suite de la diffusion sur la Rai du téléfilm en trois parties Jazz band (it), qui raconte l'histoire du Doctor Dixie Jazz Band. Il est suivi par les feuilleton Cinema!!! (it) en 1979 et Dancing Paradise (it) en 1982, le documentaire Accadde a Bologna (it) en 1983, et la sitcom È proibito ballare (it) en 1989.
En 1979, il s'est associé avec le groupe musical italien Pooh en réalisant l'émission télévisée Viva, une chronique minute par minute de la réalisation de l'album du même nom, qui a été diffusé à Noël de la même année.
En 1980, avec son frère Antonio Avati, Roberto Gandus et Lamberto Bava lui-même, il signe le scénario de Baiser macabre, un film qui marque les débuts en tant que réalisateur de Lamberto Bava, fils d'un des maîtres du cinéma d'épouvante italien, Mario Bava.
En 1983, le réalisateur bolonais passe à la comédie en réalisant La Balade inoubliable, mais revient au giallo d'épouvante avec Zeder, co-écrit avec son frère Antonio et Maurizio Costanzo. Dans ce film, des messages lus sur le ruban d'une machine à écrire électrique mènent à la découverte de la terre K, où les morts qui y sont enterrés peuvent revenir à la vie. Zeder présente des caractéristiques qui se retrouveront dans Simetierre, un roman de Stephen King sorti un an après. La figure du légendaire alchimiste Fulcanelli, auteur du Mystère des cathédrales, a inspiré le film.
Après Impiegati (1984), Avati réalise Regalo di Natale (1986), un film amer sur l'amitié et les trahisons. Le film met en vedette Diego Abatantuono ainsi que les acteurs fétiches d'Avati comme Carlo Delle Piane, Gianni Cavina, Alessandro Haber et George Eastman (de son vrai nom Luigi Montefiori). Le film a eu une suite en 2004 intitulée La rivincita di Natale. Suivent Histoire de garçons et de filles (1989), Bix (1991), le giallo L'amico d'infanzia (1993), qui se distingue par son cadre américain et sa production hollywoodienne, et L'arcano incantatore (1996) avec Stefano Dionisi.
Il fait partie du jury du Festival de Cannes 1994, qui accordera la Palme d'or à Pulp Fiction. L'année suivante, il écrit le scénario du feilleton télévisé Voci notturne (it) (1995) de Fabrizio Laurenti pour la Rai, aujourd'hui considéré comme culte par les amateurs du genre. Après Zeder, il y a dans ce feuilleton de nouveau des références à Fulcanelli. En 1997, il tourne Le Témoin du marié et en 1999 La via degli angeli.

### XXIesiècle
En 2001, il sort I cavalieri che fecero l'impresa et en 2003, il réalise le film sentimental Un cœur ailleurs avec Neri Marcorè et Vanessa Incontrada, ici dans le rôle d'une jeune aveugle.
En 2005, il met en vedette Vittoria Puccini, Paolo Briguglia et Claudio Santamaria dans la comédie romantique Ma quando arrivano le ragazze? et dirige Antonio Albanese, Katia Ricciarelli, Marisa Merlini, Angela Luce et à nouveau Neri Marcorè dans La seconda notte di nozze. En 2007, c'est au tour de La cena per farli conoscere, avec Diego Abatantuono accompagné de Francesca Neri, Inés Sastre, Vanessa Incontrada et Violante Placido, puis d'Il nascondiglio, une nouvelle incursion d'Avati dans l'épouvante, avec Laura Morante dans le rôle d'une Italienne qui prend possession d'un immeuble sinistre à Davenport, dans l'Iowa aux États-Unis. En 2008 sort Il papà di Giovanna. L'année 2009 a vu la sortie de Gli amici del bar Margherita, tandis que 2010 a vu Il figlio più piccolo et Una sconfinata giovinezza.
En 2008, il publie son autobiographie Sotto le stelle di un film, aux éditions Il Margine, et il remporte, pour le film Magnificat (1993), le 20e prix international d'Ascoli Piceno organisé par l'Istituto Superiore di Studi Medievali Cecco d'Ascoli. Du 9 décembre au 12 décembre 2009, il participe au festival du film Mitreo, à Santa Maria Capua Vetere.
En 2010, un film documentaire d'entretiens et d'animations Pupi Avati, ieri oggi domani a été réalisé par le réalisateur Claudio Costa, inspiré de l'autobiographie du réalisateur Sotto le stelle di un film. Le documentaire présente ses trois fils, plusieurs acteurs et collaborateurs, dont Carlo Delle Piane, Diego Abatantuono, Katia Ricciarelli et Christian De Sica.
En 2011, il présente le film Le Grand Cœur des femmes en compétition au Festival du film de Rome, avec Micaela Ramazzotti et le chanteur Cesare Cremonini. En 2013, il réalise un feuilleton avec Christian De Sica intitulé Un matrimonio (it), diffusé sur RaiUno.
En 2013, il a scénarisé et réalisé Il bambino cattivo (it), un téléfilm produit par Rai Fiction en collaboration avec l'Autorità garante per l'infanzia e l'adolescenza et diffusé le 20 novembre 2013 en première partie de soirée sur Rai à l'occasion de la Journée internationale des droits de l'enfant.

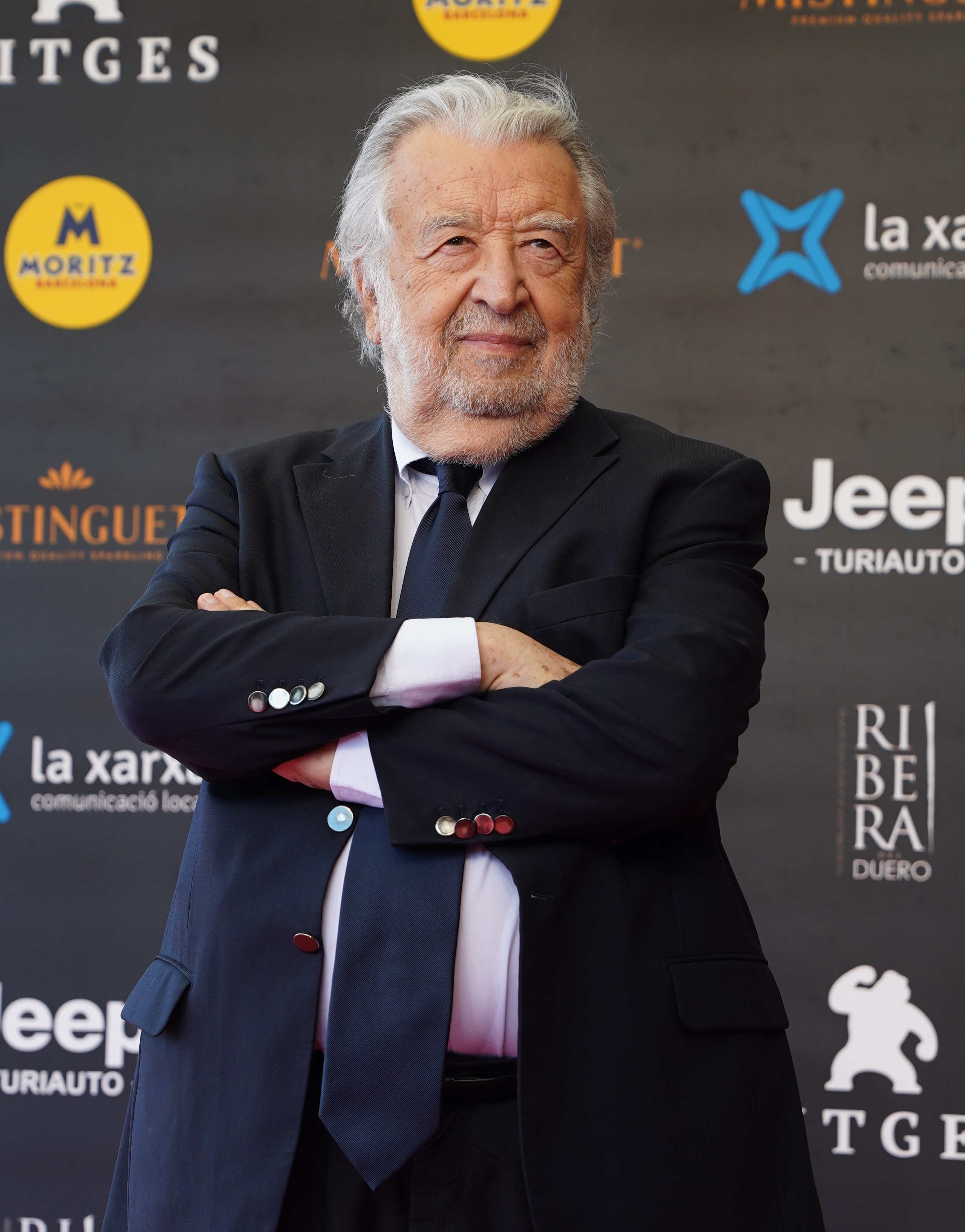
Pupi Avati au festival international du film fantastique de Catalogne 2019.

Il préside la Fondation Federico Fellini, créée en 1995 à la mémoire du réalisateur de Rimini, qui avait exercé une grande influence sur Avati lui-même et était devenu son ami dans les dernières années de sa vie. Avati avait d'ailleurs déclaré qu'ils s'étaient mis d'accord pour tourner un film en secret et le sortir plus tard. L'amour et la passion du réalisateur pour la musique et pour sa ville l'ont accompagné tout au long de sa vie : il a souvent tourné ses films à Bologne et avait l'habitude d'y inclure de nombreuses références musicales, s'inspirant parfois directement de son expérience (comme dans Ma quando arrivano le ragazze?). Cet amour de la musique, et du jazz en particulier, l'amène à écrire et à réaliser le téléfilm Jazz band (it) en 1978 et, en 1991, Bix, consacré à la figure de Bix Beiderbecke.
En septembre 2014, il remporte le prix du meilleur scénario de l'année pour le film Un ragazzo d'oro avec Sharon Stone et Riccardo Scamarcio au Festival des films du monde de Montréal.
En 2015, il publie son premier roman Il ragazzo in soffitta, suivi en 2018 du roman Il signor Diavolo (it). En 2019, il porte ce dernier roman au cinéma dans le film homonyme. Ce film d'épouvante est co-scénarisé par Avati lui-même, son fils Tommaso et son frère Antonio Avati, et interprété par Massimo Bonetti, Alessandro Haber, Lino Capolicchio, Gianni Cavina et Chiara Caselli, entre autres. Pour cette œuvre, il a reçu, avec Antonio et Tommaso Avati, le Ruban d'argent du meilleur scénario le 6 juillet 2020.
En février 2021 est sorti Lei mi parla ancora, adapté du roman Lei mi parla ancora - Memorie edite e inedite di un farmacista de Giuseppe Sgarbi (it). Le film met en vedette Renato Pozzetto et Stefania Sandrelli. Il devait sortir dans les cinémas, mais en raison de la pandémie de Covid-19 en Italie, il a été vendu à Sky Italia, qui l'a projeté en avant-première le 8 février 2021,.
Le 29 septembre 2022 est sorti au cinéma le film Dante, inspiré du livre Trattatello in laude di Dante de Boccace, qui raconte la vie du poète Dante Alighieri telle qu'elle est racontée par Boccace lui-même. Le 16 juin 2022, la première du film a eu lieu à l'Auditorium Conciliazione (it) à Rome, en présence du Président de la République Sergio Mattarella.

## Vie privée
Il a trois enfants : Mariantonia Avati (it), née en 1966, également réalisatrice ; Tommaso Avati (it), né en 1969, scénariste ; Alvise, né en 1971, animateur 3D.
Il est un grand supporter du AC Milan.

## Filmographie

### Réalisateur

#### Cinéma
- 1970 : Thomas e gli indemoniati
- 1970 : Balsamus, l'homme de Satan (Balsamus l'uomo di Satana)
- 1975 : La Mazurka du baron (La mazurka del barone, della santa e del fico fiorone)
- 1976 : La Maison aux fenêtres qui rient (La casa dalle finestre che ridono)
- 1976 : Bordella
- 1977 : Tutti defunti... tranne i morti
- 1979 : L'Étrange Visite (Le strelle nel fosso)
- 1981 : Aiutami a sognare
- 1983 : Zeder
- 1983 : La Balade inoubliable (Una gita scolastica)
- 1984 : Une saison italienne (Noi tre)
- 1984 : Impiegati
- 1985 : Festa di laurea
- 1986 : Regalo di Natale
- 1987 : Ultimo minuto
- 1987 : Sposi
- 1989 : Histoire de garçons et de filles (Storia di ragazzi e di ragazze)
- 1991 : Fratelli e sorelle
- 1991 : Bix
- 1993 : Magnificat
- 1994 : Dichiarazioni d'amore
- 1994 : L'amico d'infanzia
- 1995 : Voci notturne
- 1996 : L'arcano incantatore
- 1996 : Festival
- 1997 : Le Témoin du marié (Il testimone dello sposo)
- 1999 : La via degli angeli
- 2000 : I cavalieri che fecero l'impresa
- 2003 : Un cœur ailleurs (Il cuore altrove)
- 2004 : La rivincita di Natale (suite du Regalo di natale de 1986)
- 2005 : Ma quando arrivano le ragazze?
- 2005 : La seconda notte di nozze
- 2007 : La cena per farli conoscere
- 2007 : Il nascondiglio
- 2008 : Il papà di Giovanna
- 2009 : Gli amici del bar Margherita
- 2010 : Il figlio più piccolo
- 2010 : Una sconfinata giovinezza
- 2011 : Le Grand Cœur des femmes (Il cuore grande delle ragazze)
- 2012 : La rotta verso casa
- 2014 : Un ragazzo d'oro
- 2020 : Il signor Diavolo
- 2021 : Lei mi parla ancora
- 2022 : Dante
- 2023 : La quattordicesima domenica del tempo ordinario

#### Télévision
- 1978 : Jazz band (it) (minisérie)
- 1979 : Cinema (minisérie)
- 1986 : Hamburger Serenade (série télévisée)
- 1989 : È proibito ballare (it) (sitcom)
- 2012 : Un matrimonio (minisérie)
- 2024 : Nato il sei ottobre (it) (documentaire)
- 2024 : Le stanze di Verdi (documentaire)

### Scénariste
- 1970 : Thomas... gli indemoniati
- 1974 : Il bacio
- 1974 : La mazurka del barone, della santa e del fico fiorone
- 1975 : Il cav. Costante Nicosia demoniaco ovvero: Dracula in Brianza de Lucio Fulci
- 1975 : Salo ou les 120 journées de Sodome (Salò o le 120 giornate di Sodoma) de Pier Paolo Pasolini
- 1976 : La Padrona è servita
- 1976 : La Maison aux fenêtres qui rient (La casa dalle finestre che ridono)
- 1976 : Bordella
- 1977 : Tutti defunti... tranne i morti
- 1978 : Jazz band (it) (minisérie)
- 1979 : Le strelle nel fosso
- 1979 : Cinema (minisérie)
- 1980 : Baiser macabre (Macabro)
- 1981 : Aide-moi à rêver (Aiutami a sognare)
- 1982 : Dancing Paradise
- 1983 : Zeder
- 1983 : Una gita scolastica
- 1984 : Une saison italienne (Noi tre)
- 1984 : Impiegati
- 1985 : Festa di laurea
- 1986 : Hamburger Serenade (série télévisée)
- 1986 : Regalo di Natale
- 1987 : Ultimo minuto
- 1989 : Storia di ragazzi e di ragazze
- 1991 : Fratelli e sorelle
- 1991 : Dove comincia la notte
- 1991 : Bix
- 1993 : Magnificat
- 1994 : Dichiarazioni d'amore
- 1994 : L'amico d'infanzia
- 1994 : La stanza accanto
- 1996 : L'arcano incantatore
- 1996 : Festival
- 1997 : Le Témoin du marié (Il testimone dello sposo)
- 1999 : La via degli angeli
- 2000 : Les chevaliers qui réussirent l'exploit (I cavalieri che fecero l'impresa)
- 2003 : Un cœur ailleurs (Il cuore altrove)
- 2004 : La rivincita di Natale (suite du Regalo di natale de 1986)
- 2005 : Ma quando arrivano le ragazze?
- 2005 : La seconda notte di nozze
- 2007 : La cena per farli conoscere
- 2007 : Il nascondiglio
- 2008 : Il papà di Giovanna
- 2009 : Gli amici del bar Margherita
- 2010 : Il figlio più piccolo
- 2010 : Una sconfinata giovinezza
- 2011 : Le Grand Cœur des femmes (Il cuore grande delle ragazze)

### Ouvrages
- (it) Luca Servini, Pupi Avati. Il cinema dalle finestre che ridono, Piombino, Il Foglio Letterario, 2017 (ISBN 978-8876066603)
- (it) Ruggero Adamovit et Claudio Bartolini, Il gotico padano. Dialogo con Pupi Avati, Le Mani-Microart'S, coll. « Cinema. Saggi », 2014 (ISBN 88-8012-514-1)
- (it) Ruggero Adamovit, Claudio Bartolini et Luca Servini, Nero Avati. Visioni dal set, Le Mani-Microart'S, coll. « Cinema, Registi », 2014 (ISBN 88-8012-571-0)
- (it) Claudio Bartolini et Luca Servini, Thriller italiano in cento film, Genova, Le Mani, 2011 (ISBN 978-88-8012-602-7)
- (it) Guido Guidi Guerrera, Pupi Avati - la nave dei Sogni., Minerva, 2018
- (it) Antonio Bruschini et Antonio Tentori, Operazione paura. I registi del gotico italiano, PuntoZero, 1997
- (it) Festival. Tra speranze, nevrosi e intrighi, la visione disincantata della Mostra del cinema di Venezia, Marsilio, 1996 (ISBN 978-88-317-6474-2)
- (it) Simone Dubrovic (dir.), Zoom d'oltreoceano. Istantanee sui registi italiani e sull'Italia, Manziana, Vecchiarelli éditeur, 2010 (ISBN 978-88-8247-271-9), « Il cinema giovane di Pupi Avati »
- Pupi Avati. Il nascondiglio dei generi sur Google Livres
- I premi del cinema sur Google Livres
- (it) Enrico Lancia et Roberto Poppi, Gialli, polizieschi, thriller. Tutti i film italiani dal 1930 al 2000, Roma, Gremese, coll. « Dizionario del cinema italiano », 2004 (ISBN 978-88-8440-294-3)
- (it) Antonio Maraldi, Il cinema di Pupi Avati, Cesena, Il Ponte Vecchio, 2003 (ISBN 88-8312-297-6)
- (it) Paolo Mereghetti, Il Mereghetti. Dizionario dei film 2014, vol. 2, Milano, Baldini e Castoldi, 2014 (ISBN 978-88-6852-058-8)
- (it) Antonello Sarno, Pupi Avati, Editrice Il Castoro, coll. « Il Castoro Cinema », 1993 (ISBN 88-8033-002-0), chap. 158

### Revues
- (it) Claudio Bartolini, « Fratelli di sangue », Nocturno, no 200,‎ 2019
- Maria Sole Colombo, « Piccolo schermo, atto I. Jazz Band, Cinema!!! e Dancing Paradise », Inland. Quaderni di Cinema, Bietti, no 10,‎ 2019
- (it) Umberto Ferrari, « Pupi Avati il poeta del quotidiano », Filmcronache. périodique trimestrale di cultura cinematografica, no 1,‎ 2009
- (it) Stefano Loparco, « Sotto le stelle del jazz. Il cinema, il jazz e il cinema jazz », Inland. Quaderni di Cinema, Bietti, no 10,‎ 2019
- (it) Enrico Luceri, « Palinsesto giallo », Sherlock Magazine, no 30,‎ 2014
- (it) Davide Pulici, « Zeder. Nulla ci ha mai fatto più paura », Inland. Quaderni di Cinema, Bietti, no 10,‎ 2019
- (it) Davide Pulici, « Voci notturne, oggetto smarrito », Nocturno, no 200,‎ 2019
- Vincent Malausa, « Pupi Avati, parenthèse macabre au PIFFF », Cahiers du cinéma, no 805,‎ janvier 2024, p. 60